# Joseph Ayo Babalola University
Die Joseph Ayo Babalola University (JABU) ist eine private nigerianische Universität im  Osun State, die durch die Christ Apostolic Church (CAC) eingerichtet wurde.
Der Studienbetrieb ist stark dezentralisiert.
Sogenannte Study Centers befinden sich:
- im Komplex Ikeji-Arakeji entlang der Fernstraße von Ilesa nach Akure, Verwaltung in Ikeji, im Osun Staat
- in Akure, einer Stadt im Ondo Staat
- in Ilesa im Osun Staat
- in der Großstadt Lagos, Stadtteil Centre
- in der Stadt Ibadan, im Stadtteil Centre, im Oyo Staat.

Die Universität ist nach dem ersten geistlichen Führer der Christ Apostolic Church benannt, Joseph Ayo Babalola (1904–1959). Sie ist dort errichtet, wo Babalola nach eigener Aussage im Jahre 1928 seine göttliche Berufung zum Apostelamt empfangen hat.

## Organisation
Fakultäten
- Land- und Forstwissenschaften
- Umwelttechnik- und Management
- Human- und Gesellschaftswissenschaften
- Naturwissenschaften und Technik
- Sozialwissenschaften